# Mars Needs Women
Mars Needs Women è un film per la televisione di fantascienza statunitense del 1967 diretto da Larry Buchanan. È una produzione a basso costo per la TV con diversi risvolti comici nel corso della trama.

## Trama
Una stazione militare intercetta e decodifica un messaggio composto da sole tre parole, "Mars Needs Women" ("Marte ha bisogno di donne"). In seguito si scopre che i marziani hanno una deficienza genetica per cui nascono solo bambini maschi. Lanciano quindi una missione sulla Terra composta da cinque marziani che hanno lo scopo di reclutare volontarie da portare su Marte ma incontrano una forte resistenza da parte delle autorità terrestri. Cercano quindi di rapire una hostess, una spogliarellista ed una vincitrice del Premio Pulitzer.

## Produzione
Il film fu prodotto dalla Azalea Pictures per la American International Pictures e girato a Dallas e a Houston, Texas, con un budget di circa 20.000 dollari in due settimane nel 1966. Alcune scene furono girate anche al White Rock Lake, una riserva naturale situata ad est di Dallas, e all'Aeroporto di Dallas Love Field. Diretto dal regista e produttore di B-movie Larry Buchanan, è infarcito con lunghe sequenze tratte da filmati militari (in particolare di X-15 e F-111).
A causa della scarsa illuminazione, alcune parti del film sono girate con la tecnica del time-lapse; queste scene, in cui gli attori sembrano muoversi più lentamente, sono state riprese con un numero di fotogrammi che va dai 18 o 12 al secondo, invece dei soliti 24.

## Distribuzione
Il film fu distribuito dalla American International Television in syndication nel 1967. È stato poi distribuito in VHS dalla Something Weird Video e dalla Orion Home Video nel 1994  e in DVD nel 2001 dalla MGM/UA Home Entertainment.
Alcune delle uscite internazionali sono state:
- 1967 negli Stati Uniti (Mars Needs Women, TV)
- in Brasile (Marte Precisa de Mulheres, TV via cavo)
- in Spagna (Marte necesita mujeres)